# Beatles for Sale
《Beatles for Sale》(비틀즈 포 세일)은 비틀즈가 1964년 12월 4일 발표한 네 번째 정규 음반으로, 영국 런던에 있는 EMI 스튜디오에서 녹음되었으며 팔로폰 소속 조지 마틴이 프로듀싱했다. 이 음반은 레논-매카트니의 파트너십을 미세하게 변형시켰으며, 레논이 더욱 자전적인 곡을 쓰기 시작했다는 것을 보여줬다. 〈I'm a Loser〉는 레논이 처음으로 밥 딜런의 영향 아래 쓴 곡이다. 이전 앨범인 《A Hard Day's Night》가 발매되고 난 뒤 오직 7일 뒤에 녹음이 시작되었다.
《Beatles For Sale》은 영국에서 단 한 곡도 싱글컷 되지 않았고, 대신 음반 미수록곡 〈I Feel Fine〉과 〈She's a Woman〉이 그 역할을 수행한다. 하지만 미국에서 수록된 곡 중에서는 〈Eight Days a Week〉가 1965년 3월 빌보드 1위를 차지하여 그들의 일곱 번째 넘버 원을 만든다. 호주에서는 다시 없을 비틀즈 미작사·작곡 싱글 (두 면 모두)이 1위를 차지하여 4주 동안 머물렀다. 척 베리의 〈Rock and Roll Music〉가 앞면, 칼 퍼킨스의 〈Honey, Don't〉이 뒷면에 수록되었다.
영국에서는 1위를 차지하여 11위권에 46주간 머물렀다. 미국에서는 다른 비틀즈 초기 앨범들과 다름없이 발매되지 않고 대신 《Beatles '65》 음반이 발매되었다가 1987년 비틀즈 음반이 전 세계적으로 재발매되었을 때 발매되었다.

## 곡 목록
- 특별한 언급이 없는 한 모든 곡들은 레논-매카트니 작곡이다.

| #  | 제목                                                                         | 보컬          | 재생 시간 |
| -- | ---------------------------------------------------------------------------- | ------------- | --------- |
| 1. | 〈〈No Reply〉〉                                                             | 레논          | 2:15      |
| 2. | 〈〈I'm a Loser〉〉                                                          | 레논          | 2:31      |
| 3. | 〈〈Baby's in Black〉〉                                                      | 레논,매카트니 | 2:02      |
| 4. | 〈〈Rock and Roll Music〉〉 (척 베리)                                        | 레논          | 2:32      |
| 5. | 〈〈I'll Follow the Sun〉〉                                                  | 매카트니      | 1:46      |
| 6. | 〈〈Mr. Moonlight〉〉 (로이 리 존슨)                                         | 레논          | 2:33      |
| 7. | 〈〈Kansas City/Hey-Hey-Hey-Hey!〉〉 (제리 리버와 마이크 스톨러/리틀 리처드) | 매카트니      | 2:33      |

| #  | 제목                                              | 보컬           | 재생 시간 |
| -- | ------------------------------------------------- | -------------- | --------- |
| 1. | 〈〈Eight Days a Week〉〉                         | 레논, 매카트니 | 2:44      |
| 2. | 〈〈Words of Love〉〉 (버디 홀리)                 | 레논, 매카트니 | 2:12      |
| 3. | 〈〈Honey Don't〉〉 (칼 퍼킨스)                   | 스타           | 2:55      |
| 4. | 〈〈Every Little Thing〉〉                        | 레논, 매카트니 | 2:01      |
| 5. | 〈〈I Don't Want to Spoil the Party〉〉           | 레논, 매카트니 | 2:33      |
| 6. | 〈〈What You're Doing〉〉                         | 매카트니       | 2:30      |
| 7. | 〈〈Everybody's Trying to Be My Baby〉〉 (퍼킨스) | 해리슨         | 2:23      |

## 참여 인원
비틀즈
- 존 레논 – 리드, 하모니, 그리고 백킹 보컬; 어쿠스틱과 리듬 기타; 하모니카; 탬버린, 박수
- 폴 매카트니 – 리드, 하모니 그리고 백킹 보컬; 베이스 기타와 어쿠스틱 기타; 피아노, 해먼드 오르간; 박수
- 조지 해리슨 – 하모니와 백킹 보컬; 리드 (6현 그리고 12현)와 어쿠스틱 기타; 아프리카 드럼, 박수; "Everybody's Trying to Be My Baby"의 리드 보컬
- 링고 스타 – 드럼, 탬버린, 마라카스, 팀파니, 카우벨, 포장 케이스, 봉고; "Honey Don't"의 리드 보컬

추가 음악가
- 조지 마틴 – 피아노와 제작자